# HMS Garth (L20)
«Ґарт» (L20) (англ. HMS Garth (L20) — військовий корабель, ескортний міноносець типу «Хант» «I» підтипу Королівського військово-морського флоту Великої Британії за часів Другої світової війни.
«Ґарт» закладений 8 червня 1939 року на верфі компанії John Brown & Company у Клайдбанку. 14 лютого 1940 року він був спущений на воду, а 1 липня 1940 року увійшов до складу Королівських ВМС Великої Британії.
Ескортний міноносець «Ґарт» брав участь у бойових діях на морі в Другій світовій війні, діючи переважно поблизу європейських берегів. Залучався до підтримки висадки морського десанту в Нормандії, супроводжував транспортні конвої союзників.
За проявлену мужність та стійкість у боях бойовий корабель заохочений чотирма бойовими відзнаками.

## Історія служби
З серпня 1940 року «Ґарт» брав участь у ролі корабля ескорту в 1-ій ескадрі мінних загороджувачів, до складу якої входили легкий крейсер «Калькутта», есмінці «Інглефілд», «Берклі» та «Еко».
У вересні 1940 року разом з есмінцями «Монтрос», «Вансіттарт» та польським «Блискавиця» переведений до 5-ї ескортної групи, що базувалась на Ліверпулі, де приєднались до групи есмінців «Волкер», «Вайверн», «Весткотт» та «Колдвелл».
13 вересня 1940 року корабель разом з лідером «Кемпбелл» і есмінцем «Веспер» вийшли у патрулюванні біля узбережжя Нідерландів і мали намір здійснити бомбардування Остенде, але погана видимість спонукала до скасування артилерійського обстрілу.
Протягом осені-зими продовжував виконання завдань з патрулювання прибережних вод.
До липня 1942 року «Ґарт» виконував обов'язки з супроводження конвоїв, коли його виділили до складу спеціального угруповання Королівських військово-морських сил, які підтримували операцію «Ювілей». 18 серпня 1942 року «Берклі» супроводжував рейдерські сили на Дьєпп.
У другій половині 1942 року «Ґарт» діяв у складі 21-ї флотилії есмінців — до якої також були приписані однотипні кораблі «Каттісток», «Коттесмор», «Ферні», «Блінкатра», «Голдернесс», «Мендіп», «Мейнелл» і «Пітчлі» — що базувалися в Ширнессі, для чергування з супроводу конвоїв між гирлом Темзи та Ферт-оф-Форт.
У квітні 1944 року «Ґарт» був переведений до флотського угруповання, що виділялося для підтримки висадки союзного десанту у Нормандії. У жовтні 1944 року він забезпечував вогневу підтримку перед штурмом союзників на Вальхерен, який захищав естуарій Шельди і порт Антверпен. Потім він повернувся до супроводу конвоїв і патрулювання в Північному морі.
У серпні 1945 року ескортний міноносець брав участь у першому тижні британського флоту в іноземному порту, в Роттердамі. Там також були крейсер «Беллона», есмінець «Онслоу» і підводний човен «Тюна». Серед іноземних кораблів були два підводні човни голландського флоту типу «Т», «Дольфін» і «Зеєгунд».
Після серпня 1945 року використовувався як корабель-казарма у Чатемі, потім був виведений у резерв. Потім був проданий на металобрухт компанії Thos. W. Ward. 25 серпня 1958 року «Ґарт» прибув на утилізацію в Барроу.